# Rasmus Bøgh Wallin
Rasmus Bøgh Wallin (Hellerup, 2 de enero de 1996) es un ciclista danés que corre para el equipo Uno-X Mobility.

## Palmarés
| Año  | Competencia(s) Ganada(s) |
| ---- | --- |
| 2017 | Gran Premio de Kalmar |
| 2018 | Skive-Løbet |
| 2019 | Scandinavian Race |
| 2022 | Scandinavian RaceVuelta a Bohemia Meridional (general y 2 etapas)                                                                                                |
| 2023 | 1 etapa del Visit South Aegean IslandsMemorial Arno WallaardTour de Estonia (general y 1 etapa)1 etapa de la Vuelta a Bohemia MeridionalGran Premio Rik Van Looy |

## Equipos
- Soigneur-Copenhagen (2016)
- Team ColoQuick (2017-2018)
- Riwal Readynez (2019-8.2020)
- Restaurant Suri-Carl Ras (2022-2023)
- Uno-X Mobility (2024-)